# Fara ve Valkeřicích
Fara ve Valkeřicích je jedním z objektů, které byly vybudovány ve Valkeřicích na Děčínsku na počátku 18. století, kdy konojedské panství, k němuž Valkeřice přináležely, vlastnil hrabě František Antonín Špork. Fara je zároveň poslední z uvedených staveb, která se dochovala až do 21. století. Barokní areál, který kromě samotné fary zahrnuje terasovitě upravenou zahradu, kamennou ohradní zeď a sochy sv. Jana Nepomuckého a Piety, je zapsaný v Ústředním seznamu kulturních památek České republiky.

## Historie
Valkeřice byly připojeny ke konojedskému panství na počátku 16. století a od té doby se staly jeho trvalou součástí. Po potlačení stavovského povstání a odsouzení jeho účastníků byly v roce 1622 Konojedy s tvrzí a poplužním dvorem a také tvrz a ves Valkeřice s poplužním dvorem a 63 poddanými tehdejším majitelům, Konojedským z Pojetic, zkonfiskovány. V následujícím roce Konojedy s Valkeřicemi koupil od České královské komory Adam Gottfried (Bohumír) Berka z Dubé,  po jehož smrti  toto panství získal hejtman litoměřického kraje Zdeněk Lev Libštejnský z Kolovrat, manžel Berkovy dcery Heleny Elišky. 

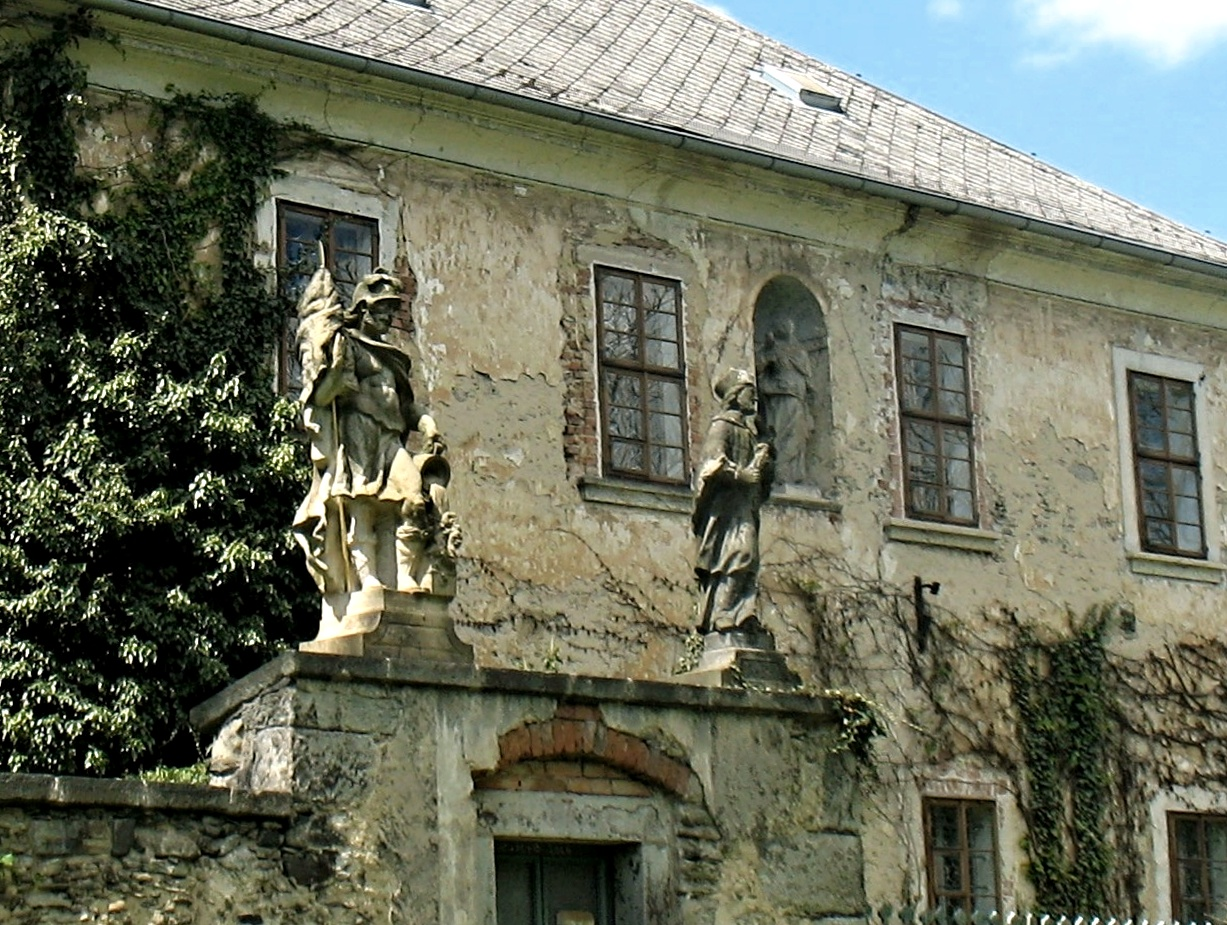
Sochy na východní straně areálu: Ve výklenku na zdi fary je socha sv. Barbory, vpravo nad brankou stojí památkově chráněná socha svatého Jana Nepomuckého, vlevo pak je novodobá napoodobenina barokní sochy svatého Floriána

V roce 1650, deset let po smrti Zdeňka Lva Libštejnského, koupil za 117 tisíc zlatých část zadluženého dědictví od vdovy, druhé Kolovratovy manželky Kateřiny z Vrtby, rakouský generál, později maršál, svobodný pán a od roku 1664 říšský hrabě Jan Špork (německy Johann von Sporck).
Po smrti Jana Šporka v roce 1679 zdědil většinu Šporkových panství, včetně panství konojedského, jeho starší syn František Antonín, známý mécenáš a milovník umění. Kromě výtvarného umění, literatury, hudby a divadla mezi záliby hraběte Františka Antonína Šporka patřil i lov, zejména parforsní hony, a také čižba. A právě ve Valkeřicích byly pro Šporkovu oblíbenou čižbu neboli ptáčnictví obzvláště vhodné podmínky.  
Zatímco konojedský zámek nechal hrabě Špork již v roce 1699 proměnit ve špitál pro chudé a nemocné, o rok později, v roce 1700, dal na návrší na západním okraji Valkeřic poblíž kostela sv. Barbory, údajně na místě bývalé tvrze, postavit trojkřídlý lovecký zámek. K zámečku vedla lipová alej, součástí areálu byla geometricky řešená zahrada a později také dřevěná budova divadla. V okolí byly vybudovány více než dvě desítky čihadel a různých pastí.

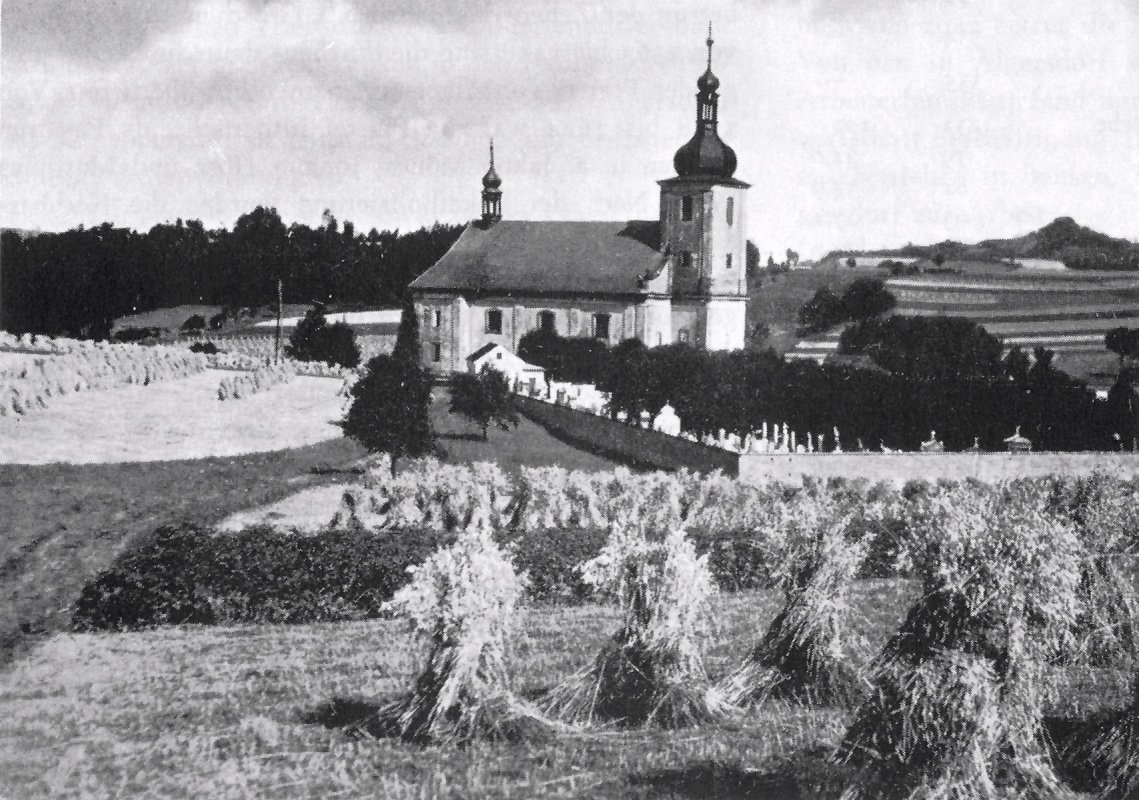
Valkeřický kostel svaté Barbory na snímku z roku 1920

V roce 1704 byla z podnětu F. A. Šporka v údolí místního potoka v centrální části vsi, přibližně 100 metrů východně od staršího středověkého kostela svaté Barbory postavena místo dosavadního dřevěného příbytku faráře rozlehlá kamenná fara. Stavba je dílem litoměřického stavitele švýcarského původu Petra (Pietra) Versy, usedlého původně v Doksanech, který byl spolu se svým synem Petrem Antonínem Versou současníkem známějšího Ottavia Broggia, rovněž severočeského architekta italského původu.V roce 1731 byla čtvercová budova fary doplněna o zděný přístavek. 
Po roce 1717, kdy F. A. Špork začal budovat areál zámečku Bon Repos u vsi Čihadla nedaleko Lysé nad Labem, kde se rovněž věnoval své oblíbené čižbě, nenavštěvoval Valkeřice již tak často, jako dříve. V roce 1721 se hrabě rozhodl nechat část valkeřického zámečku strhnout a takto získaný materál byl pak použit na výstavbu nového barokního kostela sv. Barbory, který byl v letech 1724–1728 vybudován na místě původního středověkého svatostánku. Také vnitřní vybavení nového kostela, včetně hlavního oltáře, bylo pořízeno na náklad F. A. Šporka.

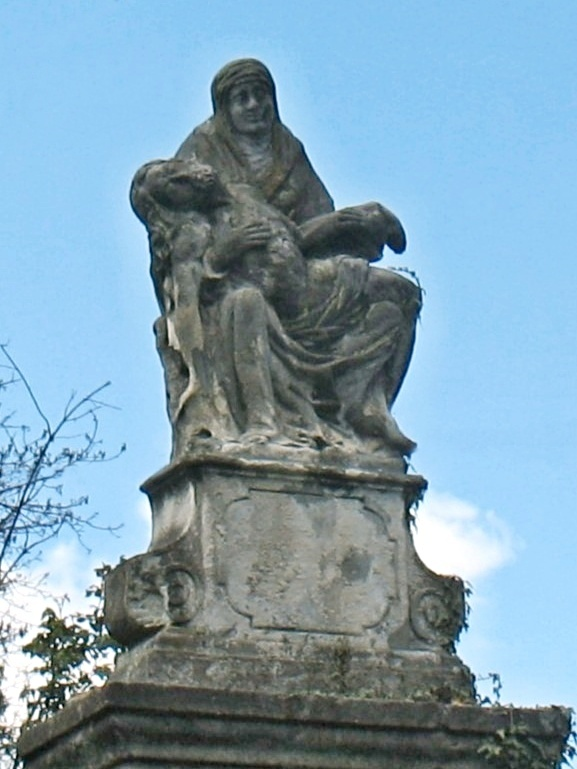
Barokní Pieta na severovýchodním nároží ohradní zdi

V roce 1738 po smrti Františka Antonína Šporka zdědila rozsáhlý majetek Šporkova mladší dcera Anna Kateřina spolu se svým manželem Františkem Karlem Rudolfem Swéerts-Sporckem. Šporkové, respektive Swéerts-Sporckové, drželi konojedské panství, a tudíž i Valkeřice a sousední Merboltice, až do roku 1802, kdy zemřel hrabě Jan František Kristián Swéerts-Sporck, jehož dcera panství vzápětí prodala.
V době, kdy Valkeřice patřily rodu Šporků, nastal velký rozvoj této obce, doprovázený mj. i růstem počtu jejích obyvatel, což mělo vliv i na význam zdejší farnosti. Po roce 1945, kdy bylo vysídleno původní  německé obyvatelstvo, nastal postupný úpadek - zatímco například v roce 1930 měly Valkeřice téměř 1700 obyvatel, na počátku 21. století jejich počet klesl na necelou čtvrtinu, tj. zhruba 400 osob. Chátraly i místní stavby, včetně kostela a fary. 
Zatímco ale pozůstatky šporkovského zámečku zanikly již mnohem dříve, kostel sv. Barbory byl zbořen až během normalizace. Stal se jednou z obětí cílené likvidace sakrálních staveb na Děčínsku – ač byl prohlášen za kulturní památku, byl z rozhodnutí stranických a státních orgánů okresu Děčín v roce 1975 odstřelen. Poslední barokní stavbou ze šporkovských dob tak zůstala v obci už jen chátrající fara.
V roce 2002 získal od církve neudržovaný barokní areál soukromý vlastník, který faru postupně opravuje a zároveň ji využívá jako zázemí pro svou výtvarnou tvorbu a pro občasné pořádání kulturních akcí. Stále existuje také Římskokatolická farnost Valkeřice se svým duchovním správcem, avšak na jejím území se nekonají pravidelné bohoslužby, protože příslušný kostel již od roku 1975 neexistuje.

## Popis
Budova fary, která má ve Valkeřicích číslo popisné 37, se nachází v horní třetině zhruba pět kilometrů dlouhé obce, jejíž zástavba se rozkládá převážně podél Valkeřického potoka, který je levostranným přítokem Ploučnice. Zástavbou prochází závěrečný úsek silnice II. třídy č. 240 z Verneřic přes Valkeřice do Františkova nad Ploučnicí, kde se napojuje na silnici č. II/262.
Patrová fara s valbovou střechou byla původně postavena na čtvercovém půdorysu, avšak ještě v první polovině 18. století byl  při její severozápadní stěně vybudován patrový přístavek, takže výsledný půdorys celého objektu má tvar písmene „L“. Stavebním materiálem byl z větší části lomový kámen. 

Vstupní průčelí je obrácené k jihozápadu, v jeho střední části se nachází opěrný pilíř. V jihozápadním průčelí je pět okenních os, ve vedlejším jihovýchodním jsou čtyři okenní osy. Část oken se dochovala v původní barokní podobě, další byla doplněna jejich replikami. 

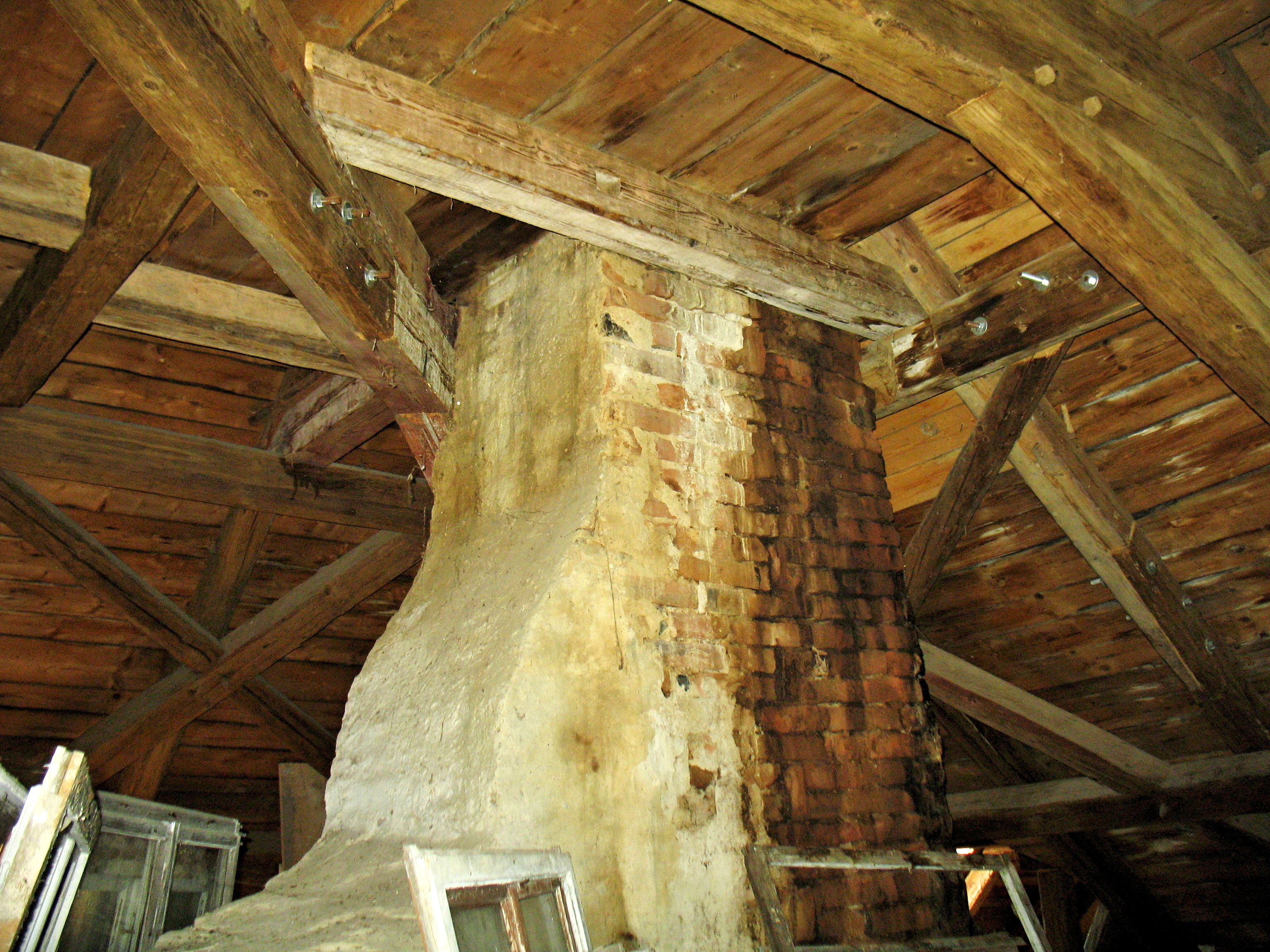
Těleso jednoho z komínů a původní stropní konstrukce na půdě fary

Zvenčí má stavba minimum ozdobných architektonických prvků s výjimkou rámování okenních a dveřních otvorů a korunní římsy. Pouze na jihovýchodním průčelí, obráceném směrem do obce, je uprostřed mezi okny v prvním patře nika se sochou svaté Barbory. Postava světice je vytvořena v podživotní velikosti, hlavu má skloněnou k pravému rameni, v pravé ruce zvedá kalich a v levé ruce drží kovanou palmu.
Budova je částečně podsklepená. Ve střední části hlavní budovy je poměrně úzká síň, dispozice patra je shodná z rozčleněním přízemí. V přízemí se kromě velké čtvercové světnice vpravo od vstupu do síně a dalších místností nacházela také tzv. černá kuchyně. Místnosti v budově jsou převážně plochostropé, stropy jsou vesměs záklopové trámové s profilovanými trámy. Ve sklepě a v některých dalších místnostech je valená klenba. V prvním patře se nachází několik místností s plochými stropy, zdobenými štukovými zrcadly, které jsou vyplněné nástropními malbami, zobrazujícími život světců.
Památková ochrana areálu se vztahuje také na ohradní zeď, postavenou z kvádrového neomítaného zdiva s korunou z pískovcových desek, která se v původní podobě nejlépe dochovala na severní a východní straně. Před vstupem do dvora fary je ve zdi pravoúhlá brána s portálem a při jihovýchodním nároží budovy je menší vstupní branka. Nad zmíněnou menší brankou stojí na zdi barokní socha sv. Jana Nepomuckého, vlevo od ní pak byla umístěna novodobá socha sv. Floriána, napodobující podobné sochy, vytvořené v období baroka.  Památková ochrana sochy sv. Jana Nepomuckého je odůvodněna nejen kvalitou sochařské práce, ale také tím, že se jedná o časnější zobrazení zmíněného světce, který byl kanonizován až v roce 1729. Na severovýchodním okraji ohradní zdi stojí socha Piety, památkově chráněná jako kvalitní vrcholně barokní kamenosochařské dílo. Socha je umístěna na hranolovém pilíři s volutovými křídly, postaveném z pískovcových kvádrů a zakončeném profilovanou pískovcovou římsou.
Poblíž severovýchodního nároží ohradní zdi se sochou Piety stojí na parcele jiného vlastníka malá pozdně barokní kaple Panny Marie, na tuto stavbu se však památková ochrana farního areálu nevztahuje.

### Fresky

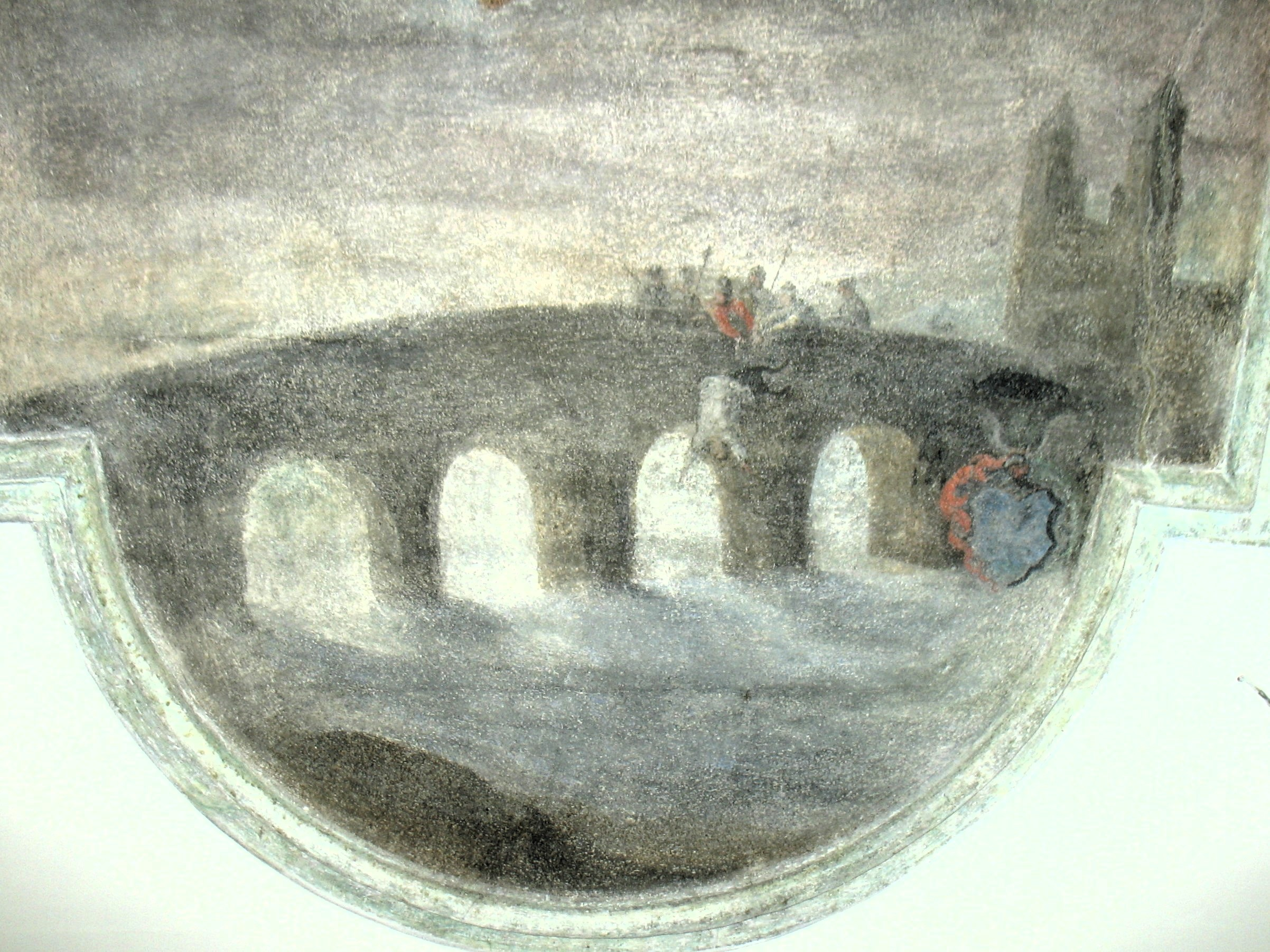
Svržení těla Jana Nepomuckého z Karlova mostu
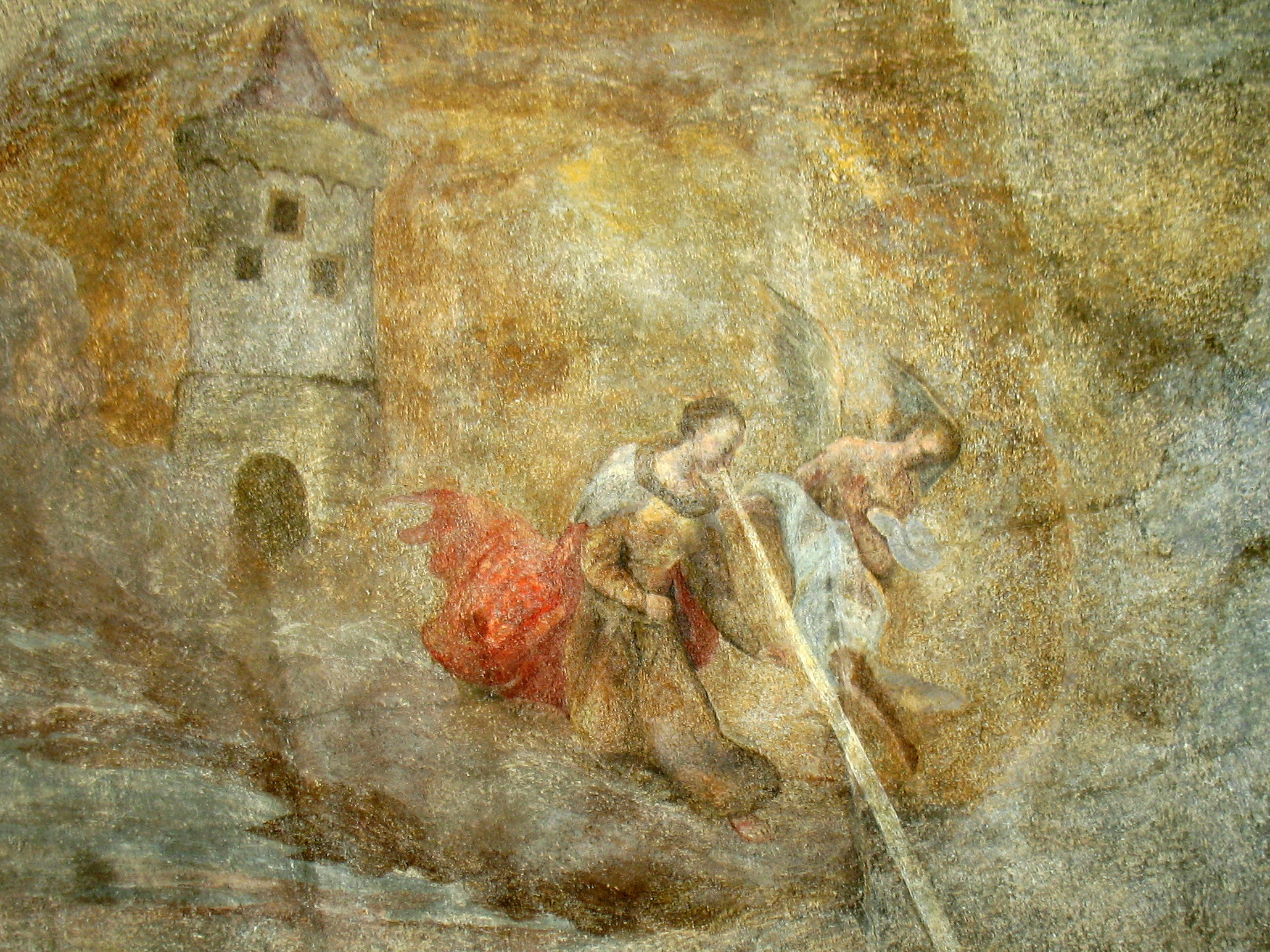
Freska, zobrazující svatou Barboru (detail)
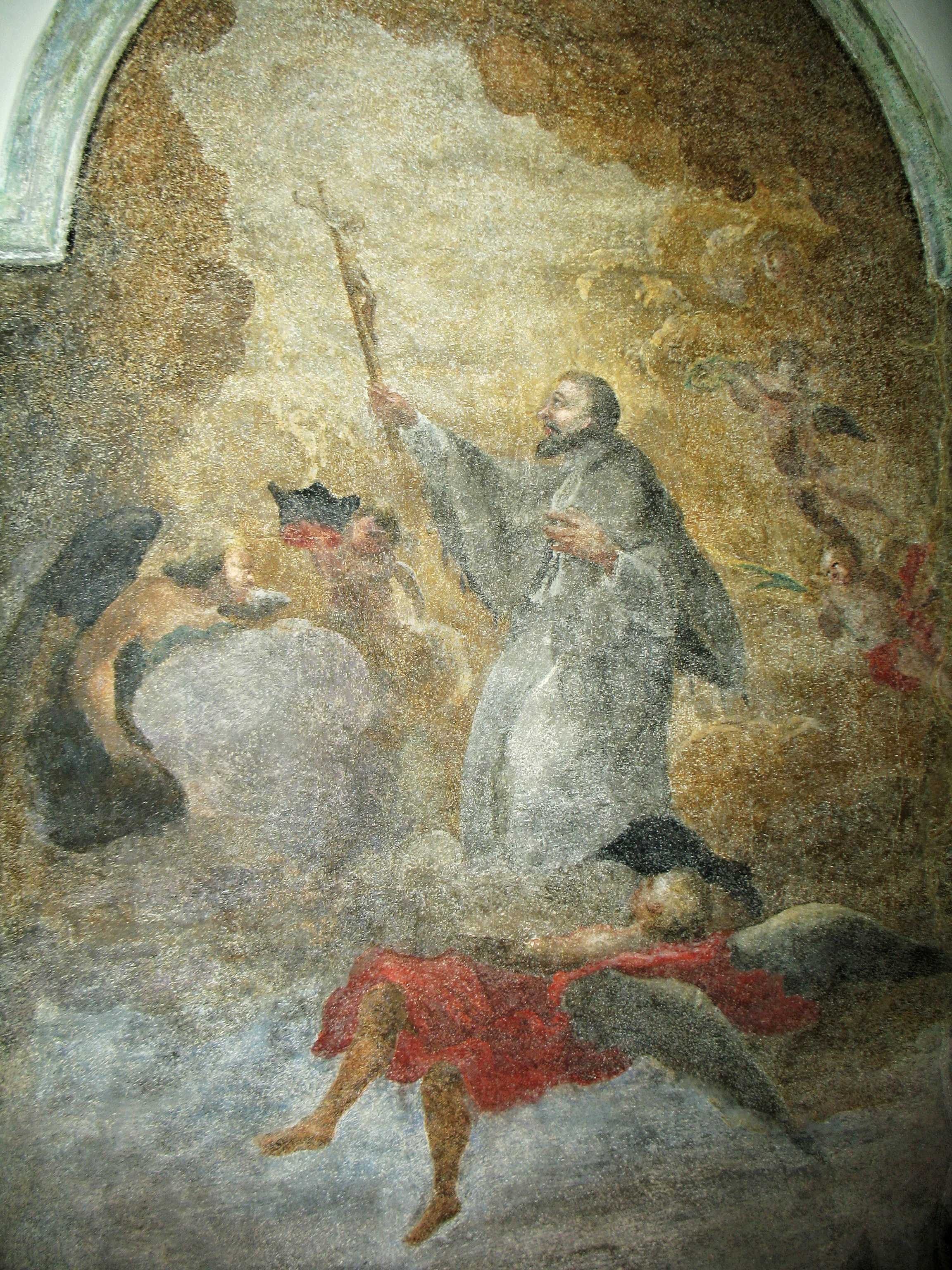
Sv. Jan Nepomucký na nástropní malbě
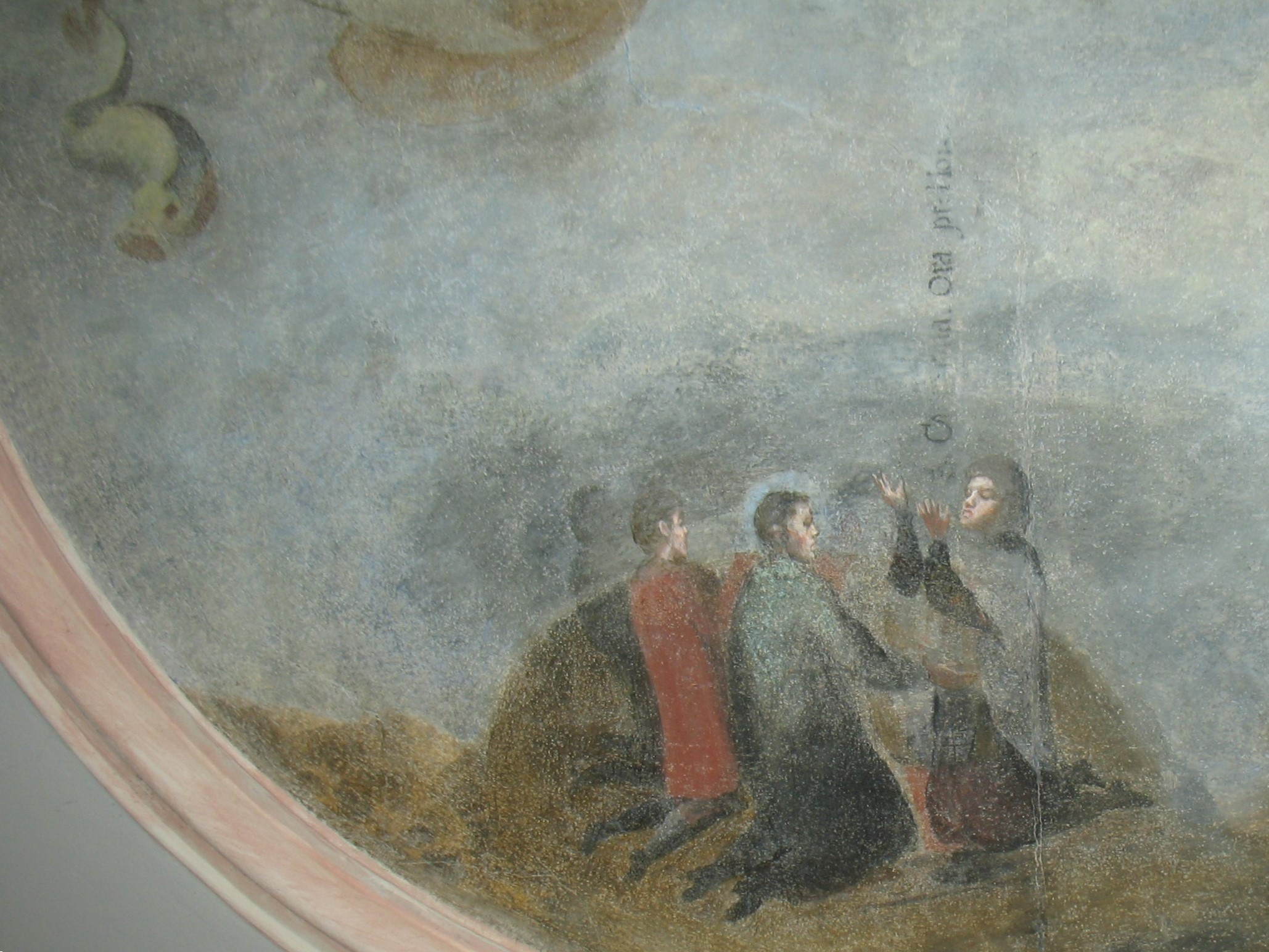
Detail postav z obrazu svaté Kateřiny
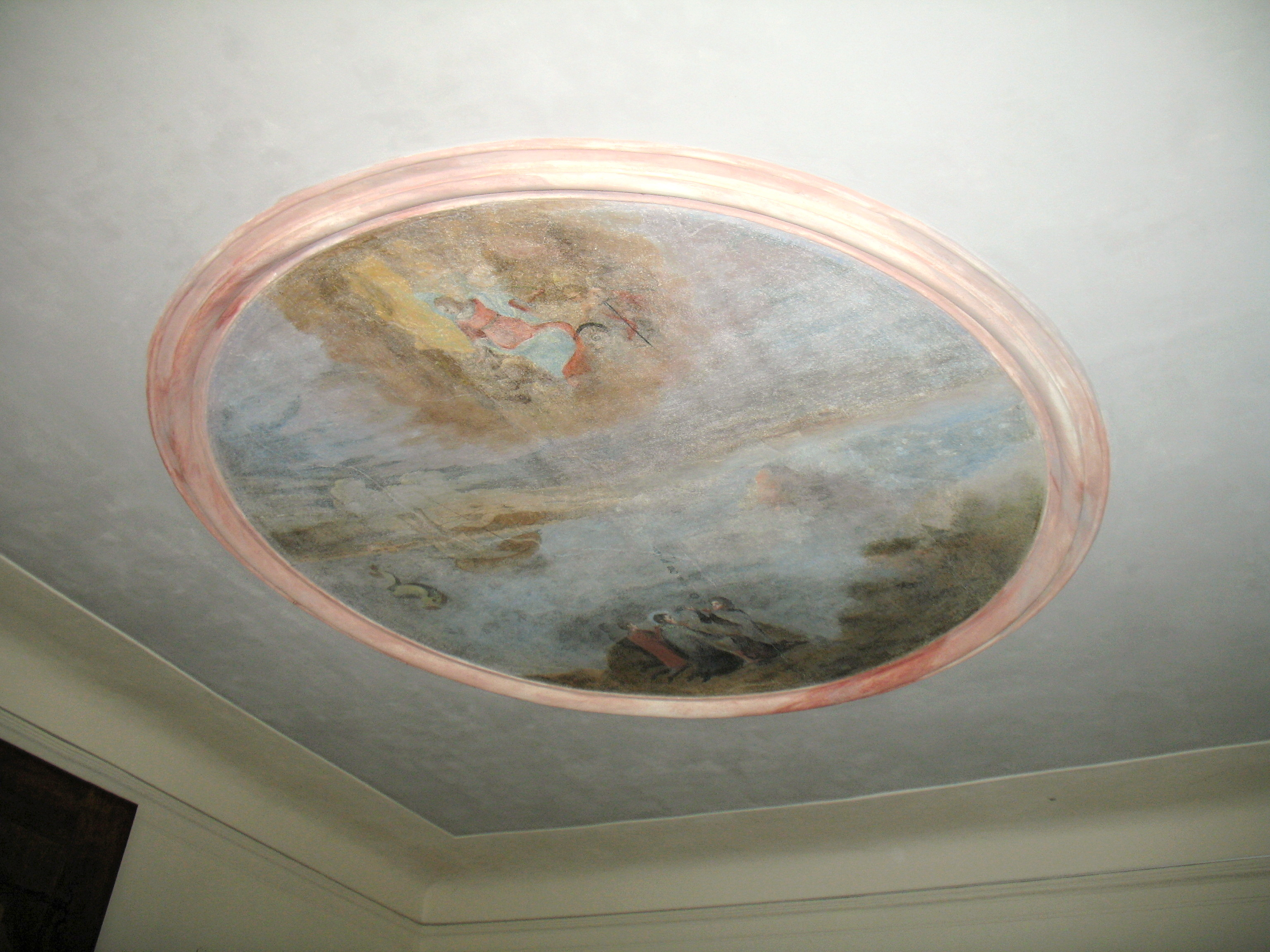
Freska s vyobrazením svaté Kateřiny

Během rekonstrukce objektu v 21. století byly na stropech několika místností v 1. poschodí odkryty barokní fresky, zobrazující některé světce s jejich atributy - svatou Kateřinu, svatou Barboru a svatého Jana Nepomuckého. Na poslední ze zmíněných nástropních maleb je zobrazeno též svržení Jana Nepomuckého z Karlova mostu. Jan Nepomucký, který byl blahořečen až v roce 1721 a kanonizován v roce 1729, nemá na obraze jeden z obvyklých atributů v podobě hvězd kolem hlavy a na Karlově mostě nejsou žádné sochy (většina z nich tam byla umístěna až mezi roky 1707–1714). 

### Interiéry

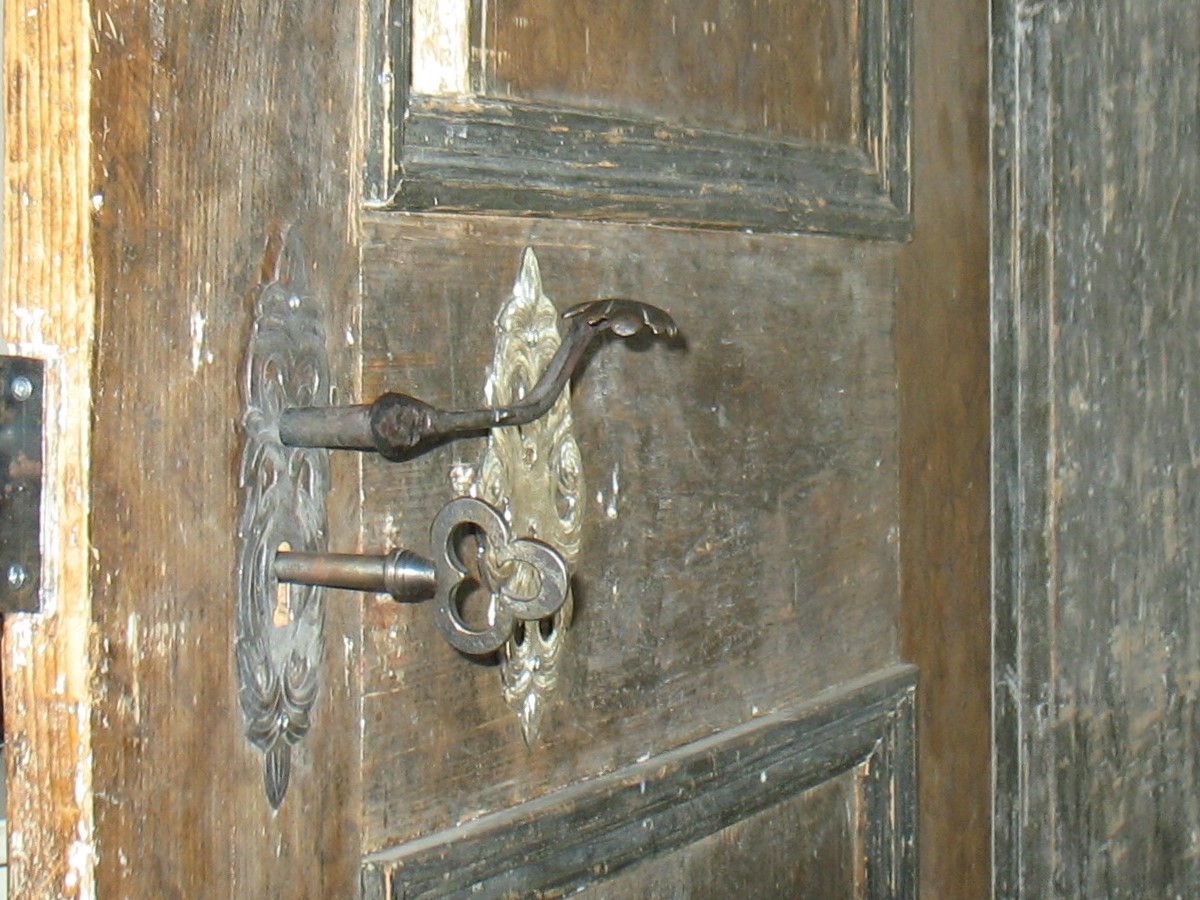
Detail kování barokních dveří v 1. poschodí
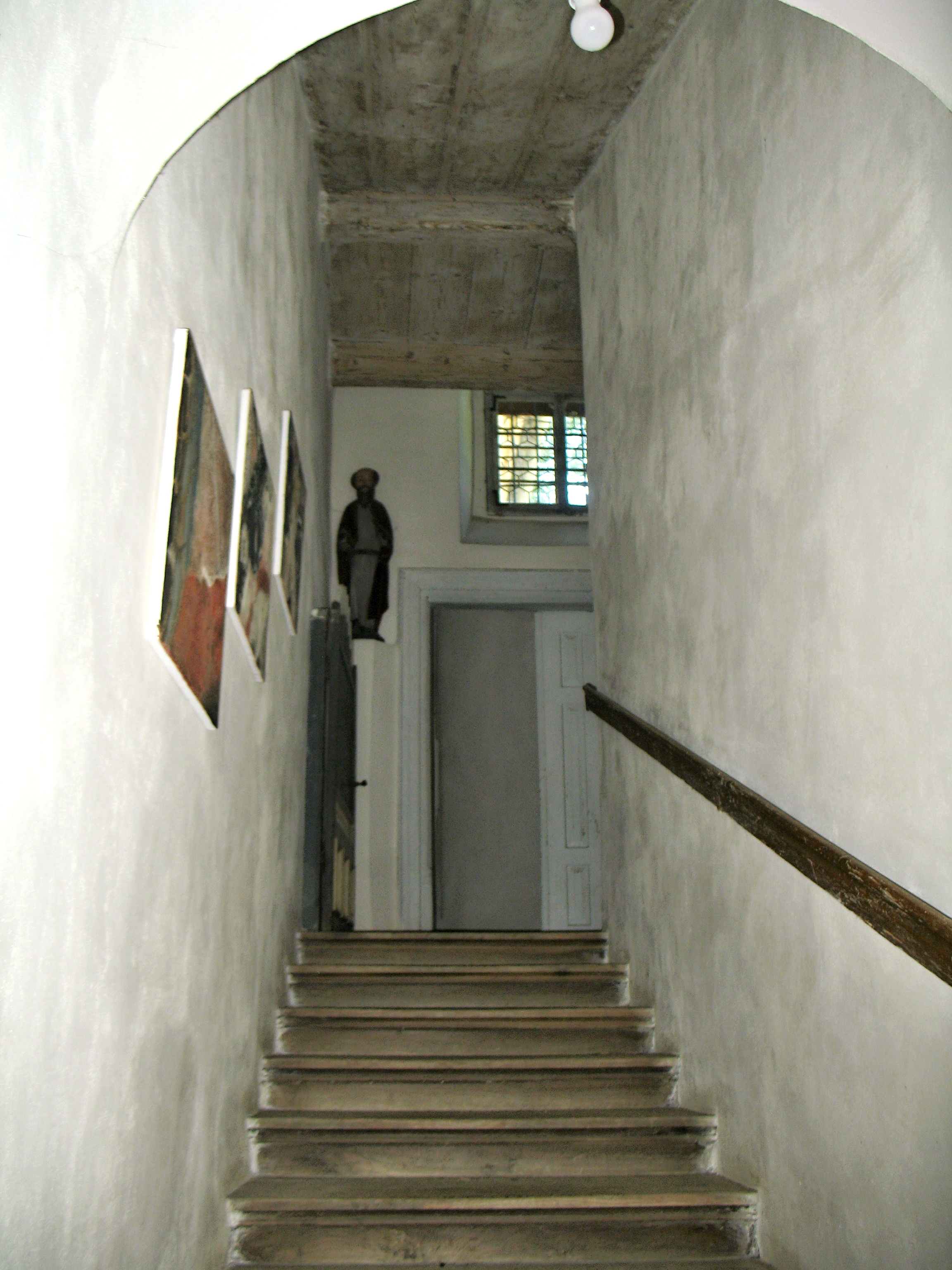
Schody z přízemí do 1. poschodí
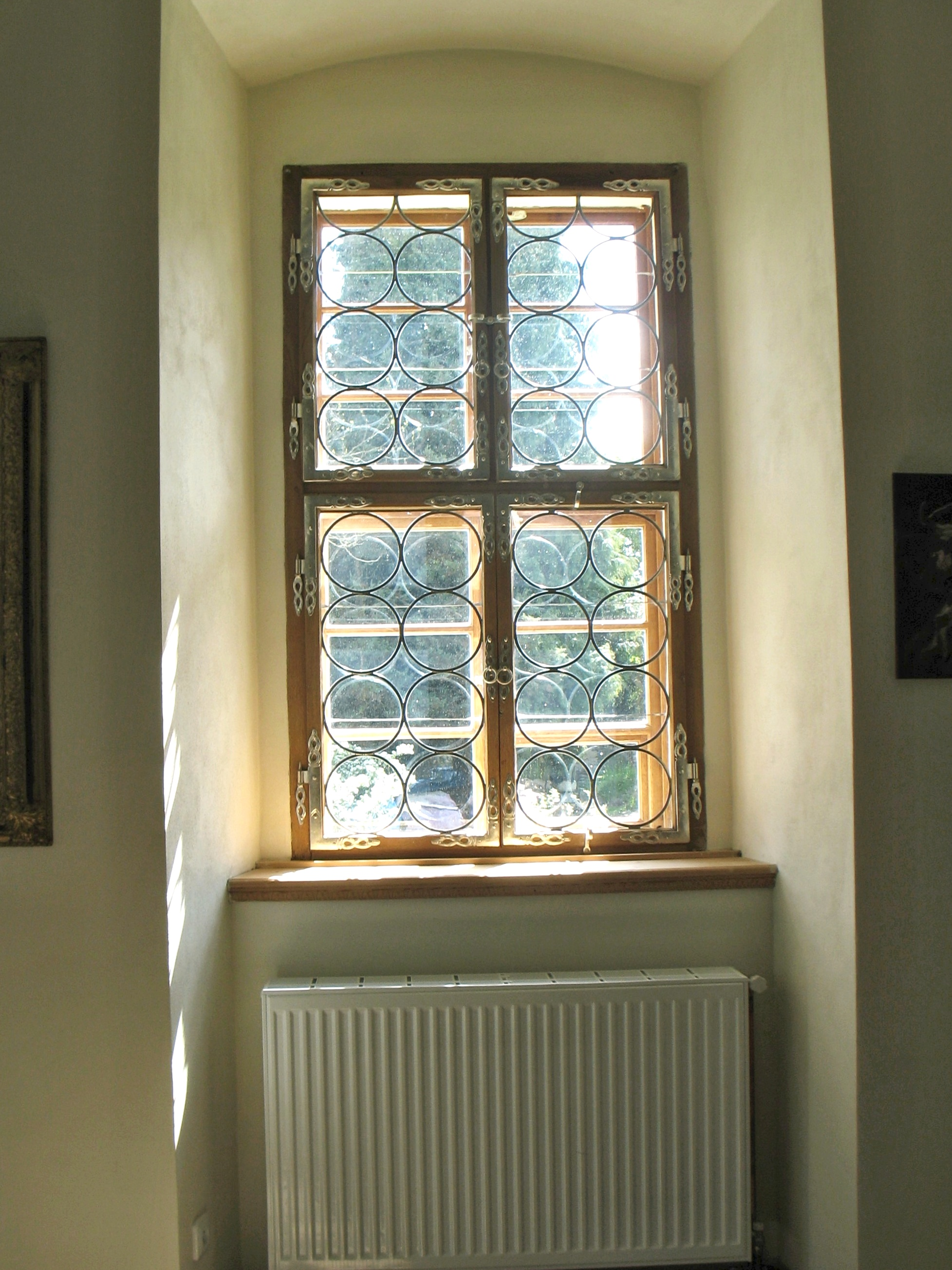
Jedno z původních barokních oken
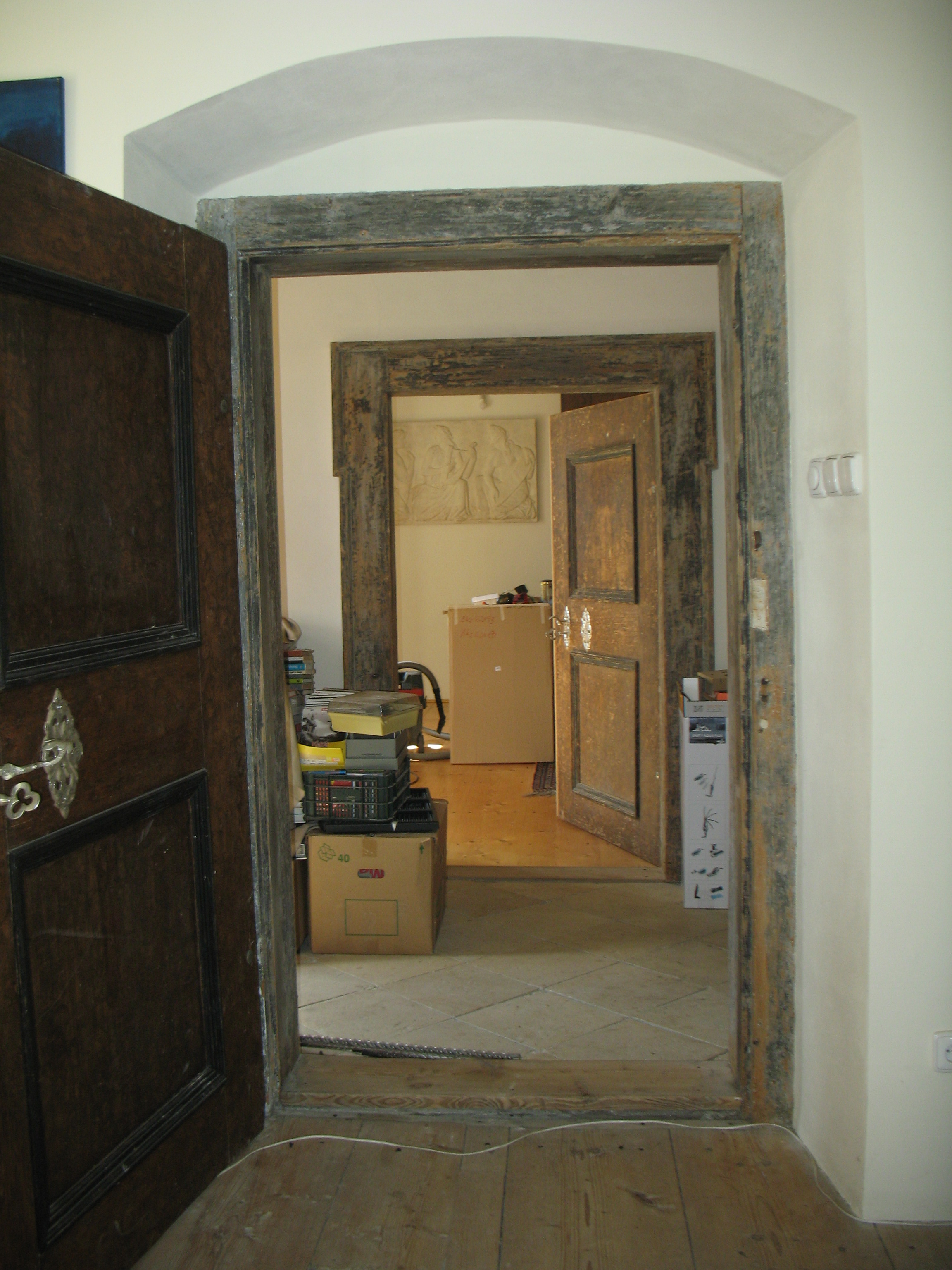
Barokní dveře v 1. poschodí
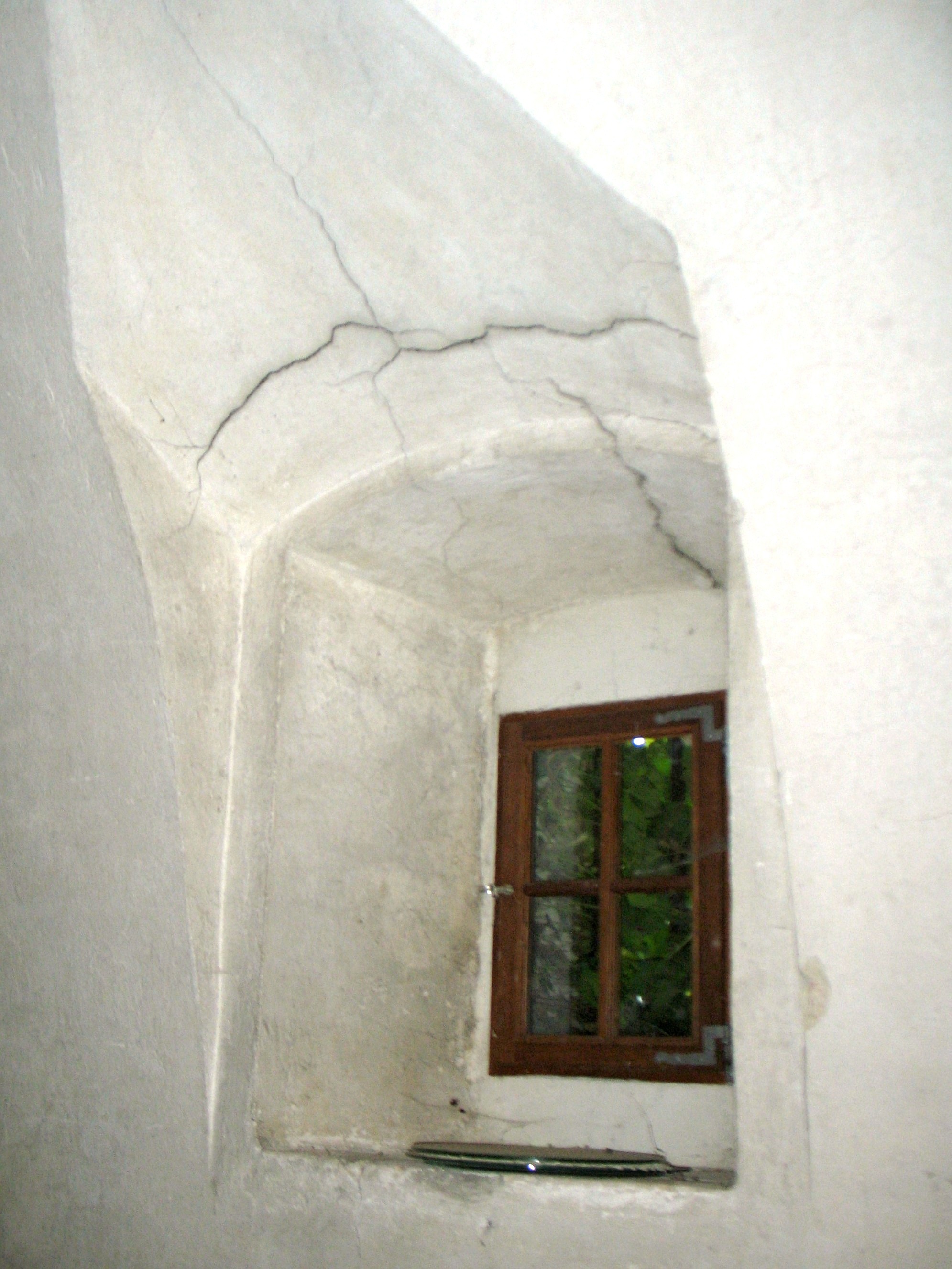
Okno v místnosti s valenou klenbou
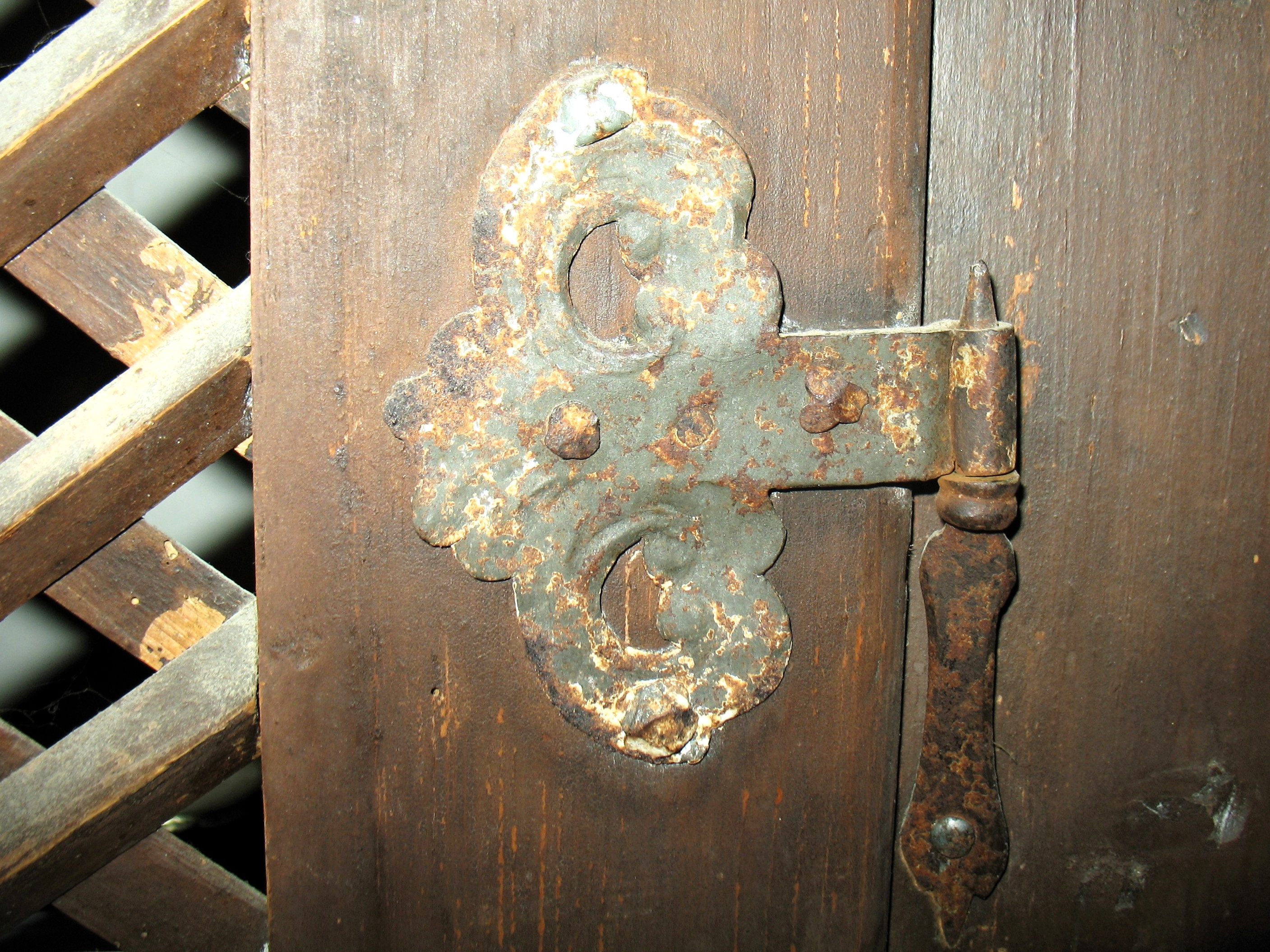
Originální kování z barokní skříně